# Schizaea tenella
Schizaea tenella là một loài dương xỉ trong họ Schizaeaceae. Loài này được Kaulf. mô tả khoa học đầu tiên năm 1824.